# Team Leonardo-Coast
El Team Leonardo-Coast (codi UCI: LEO) va ser un equip ciclista alemany, de ciclisme en ruta que va competir professionalment el 1999. A finals de temporada es va unir amb el Team Greese i van crear el Team Coast.
Entre els ciclistes que hi van militar destaca el kirguís Ievgueni Vaker.

## Principals resultats

### A les grans voltes
- Giro d'Itàlia
  - 0 participacions

- Tour de França
  - 0 participacions

- Volta a Espanya
  - 0 participacions

## Classificacions UCI
Fins al 1998 els equips ciclistes es trobaven classificats dins l'UCI en una única categoria. El 1999 la classificació UCI per equips es dividí entre GSI, GSII i GSIII. D'acord amb aquesta classificació els Grups Esportius I són la primera categoria dels equips ciclistes professionals. La següent classificació estableix la posició de l'equip en finalitzar la temporada.
| Temporada | Classificació per equips | Millor ciclista en la classificació individual |
| --------- | ------------------------ | ---------------------------------------------- |
| 1999      | 9è (GSIII)               | Ievgueni Vaker (664è)                          |